# 野中春三
野中 春三（のなか しゅんぞう、1896年（明治29年）3月3日 - 1960年（昭和35年）6月6日）は、日本の官僚・実業家。西日本鉄道社長を務めた。

## 来歴・人物
福岡県柳川市出身。1921年（大正10年）東京帝国大学法学部を卒業後、鉄道省に入省。1940年（昭和15年）仙台鉄道管理局局長に就任。退官後は日本通運理事を経て、西日本鉄道副社長に就任。1945年（昭和20年）に同社社長に就任。1951年（昭和26年）に同社会長に就任した。このほか、RKB毎日放送、井筒屋の各取締役などを歴任した。
1959年（昭和34年）に西日本鉄道社長に再就任したものの、在任中の1960年（昭和35年）6月6日に九州大学病院（福岡市）で死去。64歳没。